# 何塞·霍金斯
小何塞·R·霍金斯（英語：Hersey R. Hawkins Jr.，1966年9月29日—），美国NBA联盟的前职业篮球运动员。他在1988年的NBA选秀中第1轮第6顺位被洛杉矶快船选中。